# Schlösschen Bellevue

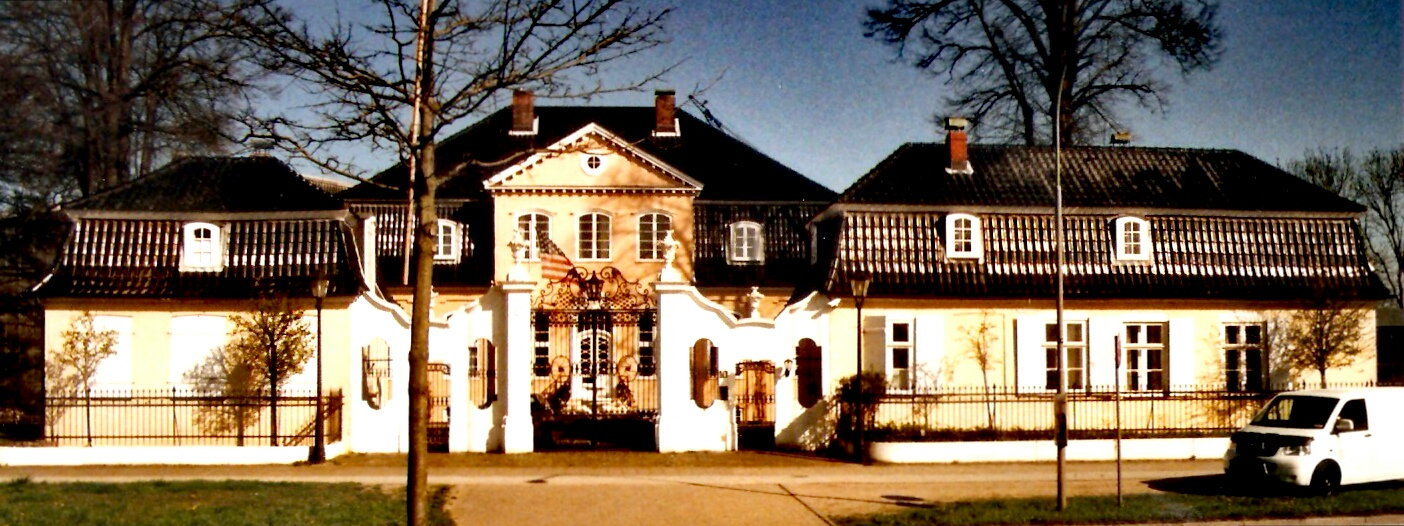
Das Schlösschen Bellevue (2013)

Das Schlösschen Bellevue (auch Küselsches Palais) ist ein ehemaliges Sommerhaus im Stil des Rokoko an der Trave in der Hansestadt Lübeck.

## Geschichte

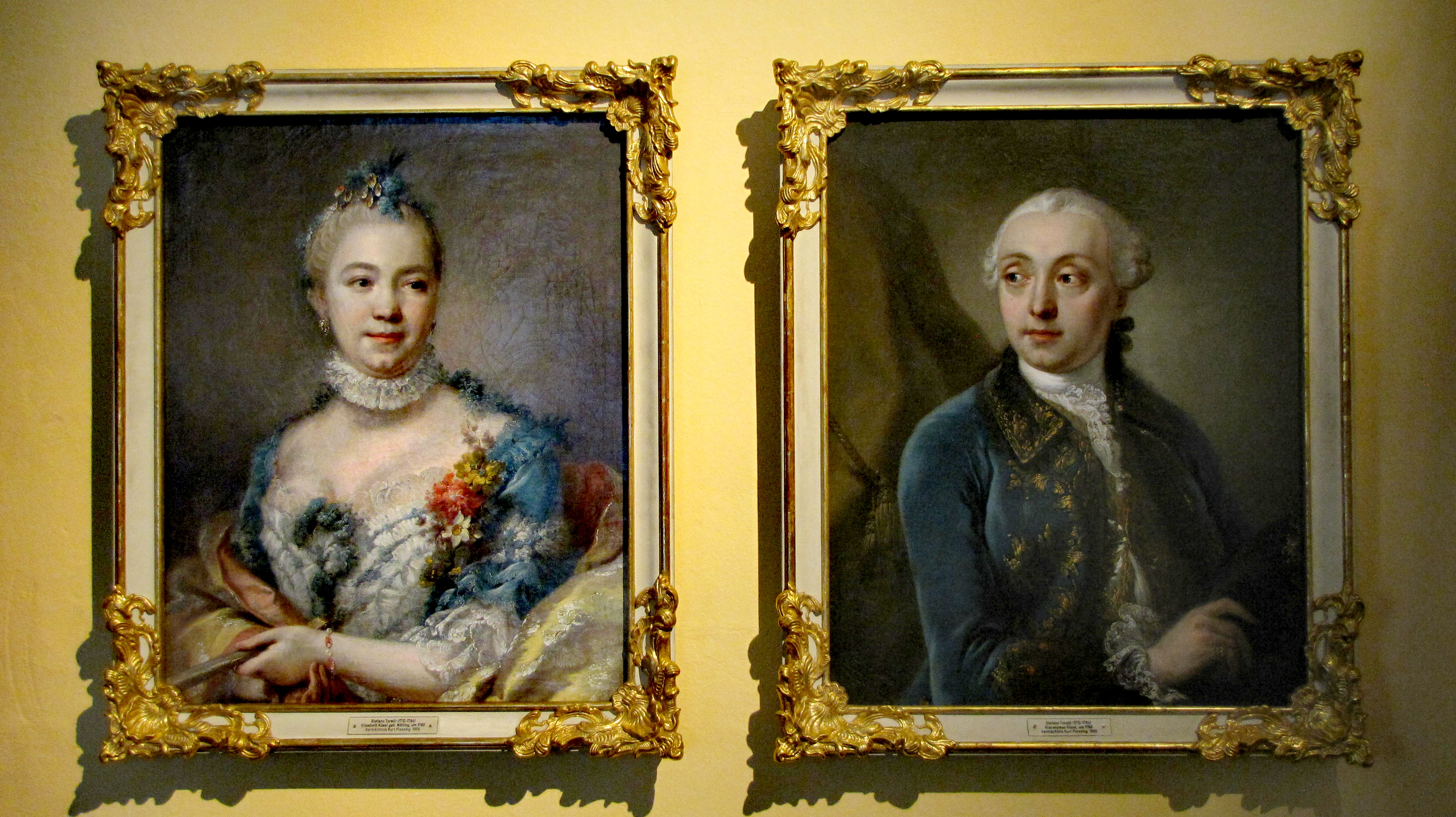
Hieronymus und Elisabeth Küsel, Doppel-Porträt

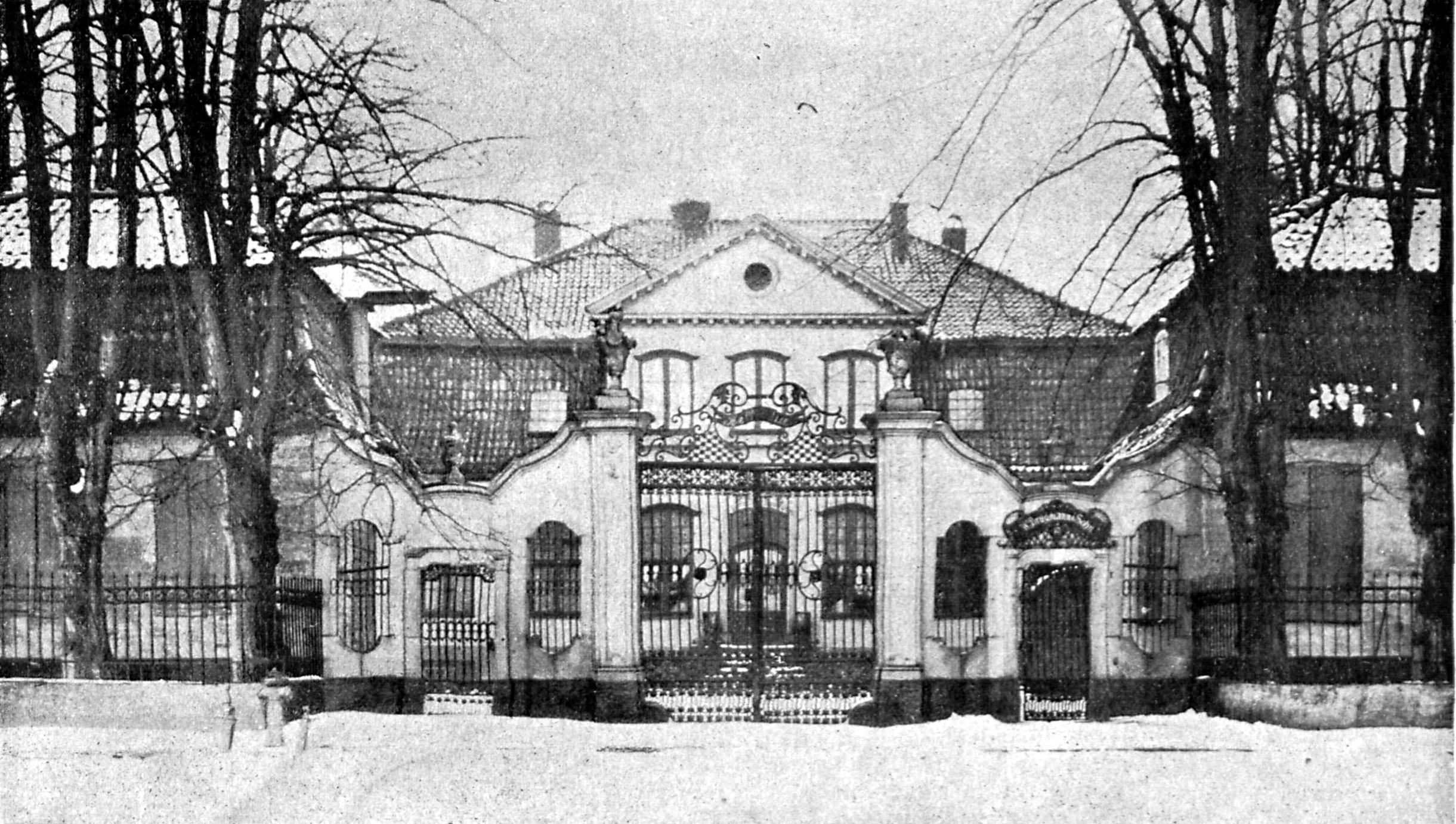
Das Gartenhaus Bellevue (1917)

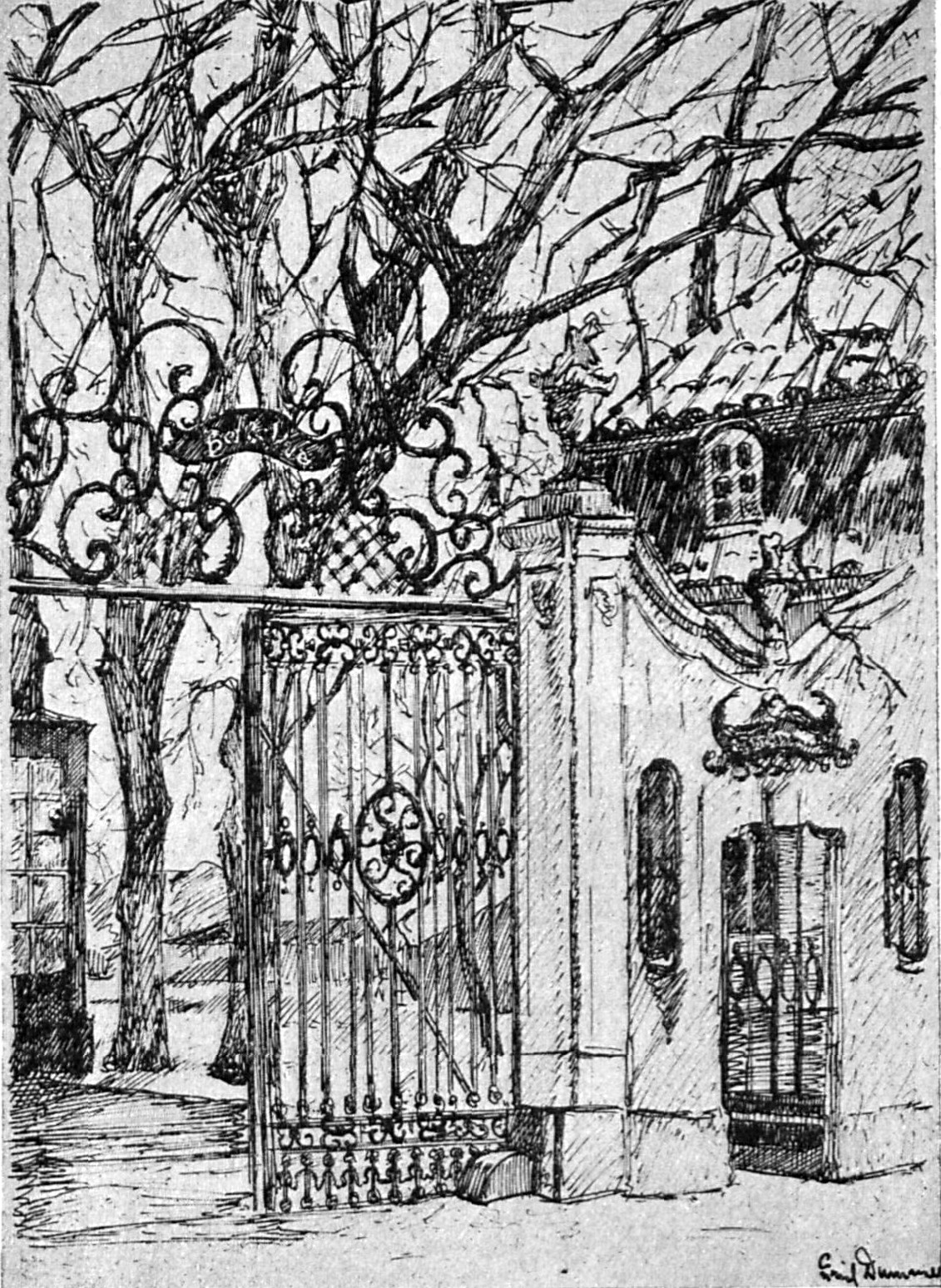
Das Portal des Gartenhauses Bellevue nach einer Federzeichnung von Erich Dummer

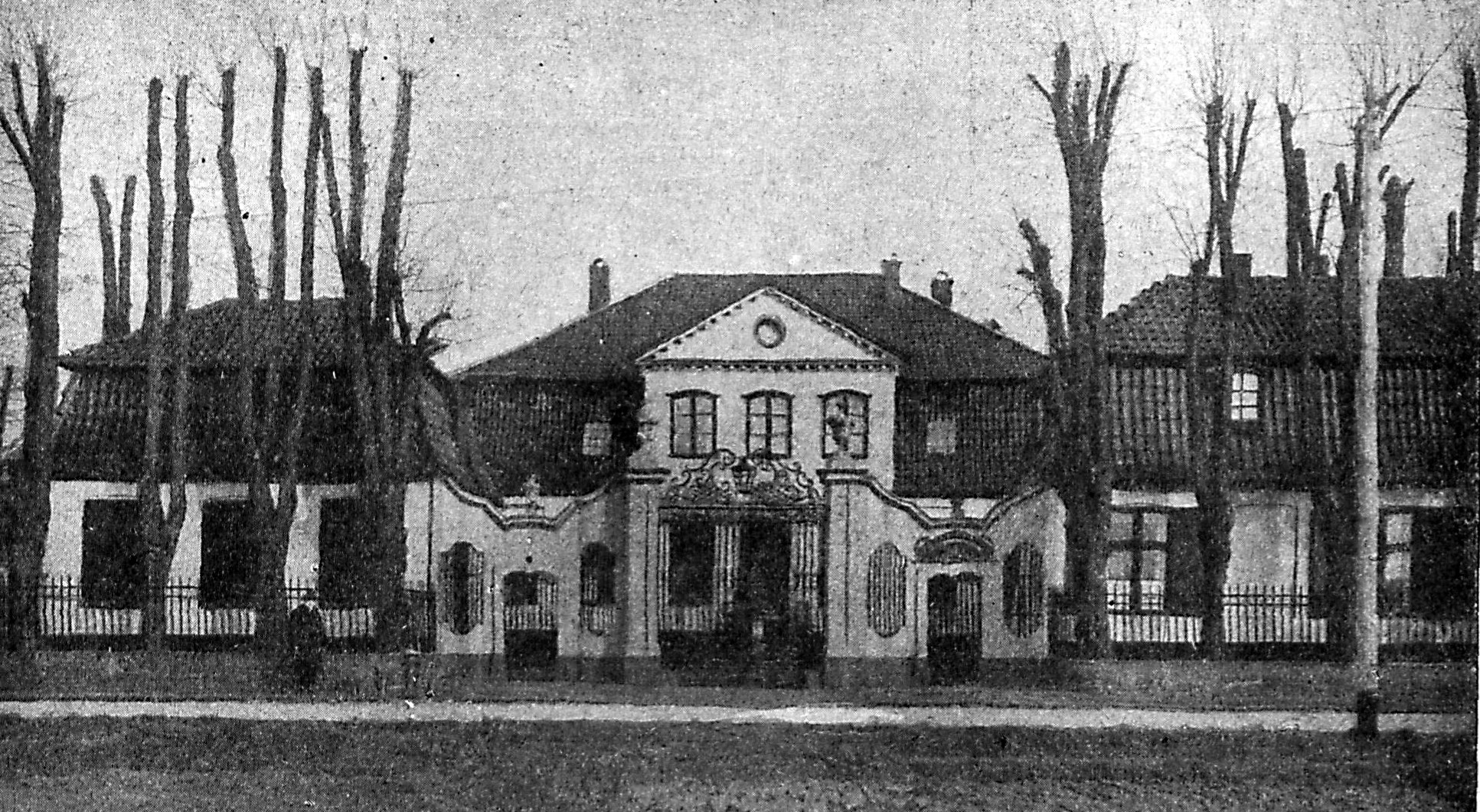
Die erneuerte Gitteranlage beim Gartenhaus Bellevue. (1929)

An der heutigen Einsiedelstraße, die 1869 noch als Einsegelstraße verzeichnet war, im Stadtteil Lübeck-St. Lorenz hatte der wohlhabende Kaufmann Jeronymus Küsel einen Garten erworben. Sein Sohn Hieronymus Küsel, dem nach dem Tod der Mutter 1752 das ansehnliche Vermögen der Kaufmannsfamilie zufiel, ließ dort einen Herrensitz mit großem Garten als Sommerhaus anlegen. Küsel galt als reichster Kaufmann der Hansestadt in seiner Zeit; zu seinem Besitz gehörten etliche Kupfermühlen wie in Rethwisch und in Gronenberg an der Gösebek. Auch war er im Besitz von Handelsmonopolen für Kupfer. Die Firma Küsel produzierte auch hochwertiges Messing. In der Breiten Straße betrieb Küsel eine Kupfer- und Messinghandlung; außerdem verfügte er über ein außerordentlich hohes Barvermögen.
Das Gartenhaus Bellevue vor den Wällen der Stadt gilt als eines der frühesten Lusthäuser und stammt aus der Zeit des Überganges vom Barock zum Rokoko.
Das Haus wurde zwischen 1754 und 1756 von dem Lübecker Stadtbaumeister Johann Adam Soherr erbaut. Zur Trave hin, wo sich ein Steg für die aus der Stadt kommenden Gäste mit deren Booten befand, ließ Küsel eine Allee anlegen. Der sich einst durch die Wiesen zur Trave hinschlängelnde Garten war streng in französischem Geschmack gehalten. Allein die aufwendig gestalteten Torhäuser des Anwesens waren wegen der enormen Kosten Stadtgespräch.
Die gesamte Anlage wurde im französischen Stil geschaffen. Der Name selbst prangte einst in goldenen Lettern inmitten der Arabeske, an dessen Platz heute eine Laterne ist, des schmiedeeisernen Portals. Die Anlage des Portals mit den das Gitter einschließenden Torhäusern orientierte sich an der von Schlössern. Die Torhäuser besaßen von Beginn an Kaskadendächer aus blaugetönten Ziegeln.
Symmetrisch zum Portal gelagert ist das Haupthaus. Wie die Torhäuser trägt es ein doppeltes Dach aus blaugetönten Ziegeln. Sein Giebel im Stil der italienischen Renaissance kam erst später hinzu.
Wie das Äußere war auch das Innere des Hauses schlicht gehalten. Hohe, weite, aber wohlproportionierte Räume. Im ersten Stock ist der ehemalige „Gartensaal“. Von ihm bot sich dem Betrachter eine idyllische Aussicht hinab auf die Trave. Seine Weitläufigkeit prädestinierte es später zum Kontor. In den vier Ecken des langgestreckten Saales befinden sich Nischen, in denen wie in Garten- und Landschaftszimmern seinerzeit üblich Statuen standen.
Hieronymus Küsel lebte zusammen mit seiner Frau auf großem Fuß; längere Zeit lebten sie in Paris, ebenso in Potsdam in der Nähe Friedrichs des Großen. Küsel strebte an, Lübecks Resident am preußischen Hofe zu werden. Das Ansinnen wurde vom Lübecker Senat, der nichts von Küsels Geschäftsgebaren und Lebenswandel hielt, hintertrieben. In Lübeck hatte Küsel ein ehemaliges Stadtpalais in der Königstraße aufwendig umgebaut. Dort empfing er auch illustre Gäste, so den Herzog zu Mecklenburg (Friedrich, der Fromme). Dieser floh während des Siebenjährigen Krieges nach Lübeck und wohnte am Kuhberg (Hoghehus). Während jener Zeit speiste er mehrere Male sowohl in Küsels Stadtpalais als auch in dessen Gartenhaus. Neider behaupteten, dem Hausherr samt Familie sei es hierbei aber nicht gestattet gewesen, ebenfalls an der Tafel zu speisen. Ihnen sei lediglich das Recht zugestanden worden, hinter den Stühlen zu stehen.
Die Landgräfin von Hessen-Darmstadt begab sich mit ihren drei Töchtern, die russische Kaiserin Katharina wollte ihren Sohn verheiraten, über Lübeck nach Sankt Petersburg. In Lübeck hatten sie einen mehrtägigen Aufenthalt. Sie nahmen das Angebot von Herrn Küsel an, für jene Zeit in seinem „Gartenhaus“ Logis zu nehmen.
Nachdem Egmont von Chasôt, einer der engsten und ältesten Freunde Friedrich II. von Preußen beim König in Ungnade gefallen war wegen seiner Spielsucht, seiner Frauenaffairen und seines chronischen Mangels an Geld, kam er auf Umwegen nach Lübeck und nahm dort vorerst bei seinem Freund Küsel Quartier. Chasôt wurde dann 1759 Stadtkommandant und übte dieses Amt bis zu seinem Tod in den späten 1790er Jahre aus.
1765 ging die Firma Küsel & Hartmeyer bankrott; Kompagnon Hartmeyer, dem Küsel zu Beginn seiner Geschäftslaufbahn 1752/53 im Vertrauen auf dessen tadellose Dienstleistungen für seine Mutter die Hälfte seines Vermögens überschrieben hatte, hatte dieses durch riskante Geschäfte vertan und überdies hohe Schulden gemacht für eigene, riskante Geschäfte. Küsel, der vom Reichshofrat in Wien als Gläubiger anerkannt werden wollte, weil Hartmeyer bei ihm auch private Schulden hatte, musste für die Schulden seines Geschäftspartners haften. Hartmeyer entfloh seinen Lübecker Gläubigern, setzte sich ab nach Sumatra und verstarb dort kurz nach der Ankunft. Küsels Schwiegervater, der Ratsherr Johann Plessing, dessen erster Sohn Johan Philipp Plessing mit Küsels ältester Tochter verheiratet war, gelang es, den Konkurs acht Jahre lang von 1765 bis 1773 hinauszuzögern. Dann wurden die Küselschen Liegenschaften für einen Spottpreis verramscht. Freunde setzten Hieronymus Küsel eine Rente von 200 Talern im Jahr aus; er lebte fortan im Herrenhaus Nütschau, das seinem Freund Christian von Brömbsen gehörte. Küsel starb dort 1793.
Das Schlösschen wechselte 1774 zu einem geringen Preis den Besitzer; ebenso das 1752 errichtete Küselsche Stadtpalais in der Königstraße.
Der zu jener Zeit das Haus bewohnende Senator Peter Wilcken beschrieb die Schreckenszeit von 1806, die dem Lübeckischen Wohlstand beendete, in seinem Tagebuch nieder. Peter Wilckens ausführlicher Bericht über die Firma Küsel & Hartmeyer in den Jahren 1752 bis 1773, flott geschrieben und voller Melodramatik, ist mit Vorsicht zu genießen. Peter Wilcken war mit der Familie des eigentlichen Schwindlers, Johann Hartmeyer, durch seine Ehe direkt verwandt. In seinem Bericht stellte er Johann Hartmeyer als Unschuldslamm dar, das den Verführungen des leichtsinnigen Hieronymus Küsel erlegen war.
Im Frühjahr 1878 erwarb die Dortmunder Holz-Großhandlung „W. Brügmann“ das Grundstück, um dort die erste große Holzhobelei Lübecks anzusiedeln. Hierfür wurde die untere Hälfte an der Trave gebraucht. Dazu erwarb man die Grundstücke links und rechts Nr. 8 sowie Nr. 12–20 für deren ausgedehnte Holzlager, sowie die Nr. 22 – das Wirtschaftsgrundstück „Zum Einsegel“. Von 1860 bis 1891 nutzte der Lübecker Weinhändler Heinrich Leo Behncke das Bellevue als Sommerhaus. Anno 1928 wurde das Gitter oberhalb des Portals durch den Lübecker Kunstschmied Arthur Schwegerle erneuert. Das eingefasste Schild „Belle vue“ wurde durch eine Laterne ersetzt.
Im Sommer des Jahres 1914 beherrschte das Holzlager, das über mehrere Tage hinweg niederbrannte, die lokalen Schlagzeilen der Lübecker Zeitungen.
Nach 1955, als der Dortmunder Holzhändler W. Brügmann & Sohn den Standort Lübeck aufgab, gehörten Schlösschen und Grundstück der Firma Orenstein & Koppel. Sie ließ auf Teilen des Grundstücks Firmengebäude errichten. Das Schlösschen auf dem Grundstück Einsiedelstraße 10 kaufte um 1984 der Lübecker Kaufmann Heinz Arnold, der es sanieren ließ und mit seiner Familie bewohnte. Auch die Torhäuschen wurden saniert und zeitweilig für Wohnzwecke vermietet.
Nach dem Tod Arnolds im Jahr 2005 übernahm sein Sohn das Anwesen. 2014 wurde es an das Ehepaar Annett und Peter Ganswindt verkauft, das es zu einem Hotel umgestaltete und im Mai 2017 unter dem Namen „Lübecker Krönchen“ eröffnete.
Vom Ehepaar Küsel sind neben dem Schlösschen auch Porträts erhalten, die der italienische Maler Stefano Torelli um 1760 schuf. Sie werden heute (2015) im Raum zum 18. Jahrhundert im Museumsquartier St. Annen gezeigt.